# Hestrus
Hestrus ist eine französische Gemeinde mit 219 Einwohnern (Stand 1. Januar 2022) im Département Pas-de-Calais in der [[Region (Frankreich
)|Region]] Hauts-de-France. Sie gehört zum Arrondissement Arras, zum Kanton Saint-Pol-sur-Ternoise und zum Gemeindeverband Ternois.

## Lage
Die Gemeinde Hestrus liegt im Artois, 17 Kilometer westsüdwestlich von Béthune. Nachbargemeinden von Hestrus sind Sains-lès-Pernes im Norden, Tangry im Nordosten, Huclier im Südosten, Conteville-en-Ternois im Süden, Monchy-Cayeux und Hernicourt im Südwesten, Eps im Westen sowie Boyaval im Nordwesten. Im Osten der Gemeinde Hestrus stehen zwei Windkraftanlagen als Teil eines interkommunalen Windparks.

## Bevölkerungsentwicklung
| Jahr                       | 1962 | 1968 | 1975 | 1982 | 1990 | 1999 | 2006 | 2015 | 2022 |
| -------------------------- | ---- | ---- | ---- | ---- | ---- | ---- | ---- | ---- | ---- |
| Einwohner                  | 335  | 323  | 292  | 276  | 272  | 239  | 224  | 242  | 219  |
| Quellen: Cassini und INSEE |      |      |      |      |      |      |      |      |      |

## Sehenswürdigkeiten
- Kirche Notre-Dame